# Julissa Gomez
Julissa D'anne Gomez (San Antonio, 4 de novembro de 1972 — Houston, 8 de agosto de 1991) foi uma das grandes ginastas artísticas da história dessa modalidade esportiva.
Julissa foi considerada uma das estrelas da elite da ginástica norte-americana e treinava com Béla Károlyi em Houston desde os dez anos de idade. Em agosto de 1991, durante aquecimentos para a final, seu pé escorregou no trampolim que realizou um em Yurchenko. Sua cabeça bateu o cavalo de salto em alta velocidade, e o acidente a paralisou. Em um acidente subsequente no hospital japonês, em que ficou desligada do seu ventilador, resultou em danos cerebrais graves e deixou-a em um estado catatônico. A Família Gomez cuidou dela durante três anos antes de vir a falecer por uma infecção, aos dezoito anos de idade.